# Ludwigshöhe (Ebersberg)
Die Ludwigshöhe ist mit 617 m der höchste Punkt der südlich gelegenen oberbayrischen Kreisstadt Ebersberg. Die Anhöhe befindet sich am Rand des Ebersberger Forstes.
Die Ludwigshöhe überblickt die gesamte Stadt. Bei gutem Wetter reicht der Blick bis zu den Alpen. Auf der Anhöhe befindet sich ein 35-Meter-hoher Aussichtsturm, weiter unten ein großes Ausflugslokal und das Museum Wald und Umwelt. Am Museum liegt ein Geodätischer Referenzpunkt auf einer Höhe von 596,68 m.
Auf die Ludwigshöhe führt die Heldenallee, an der für jeden im Ersten Weltkrieg gefallenen Ebersberger eine Linde gepflanzt wurde.

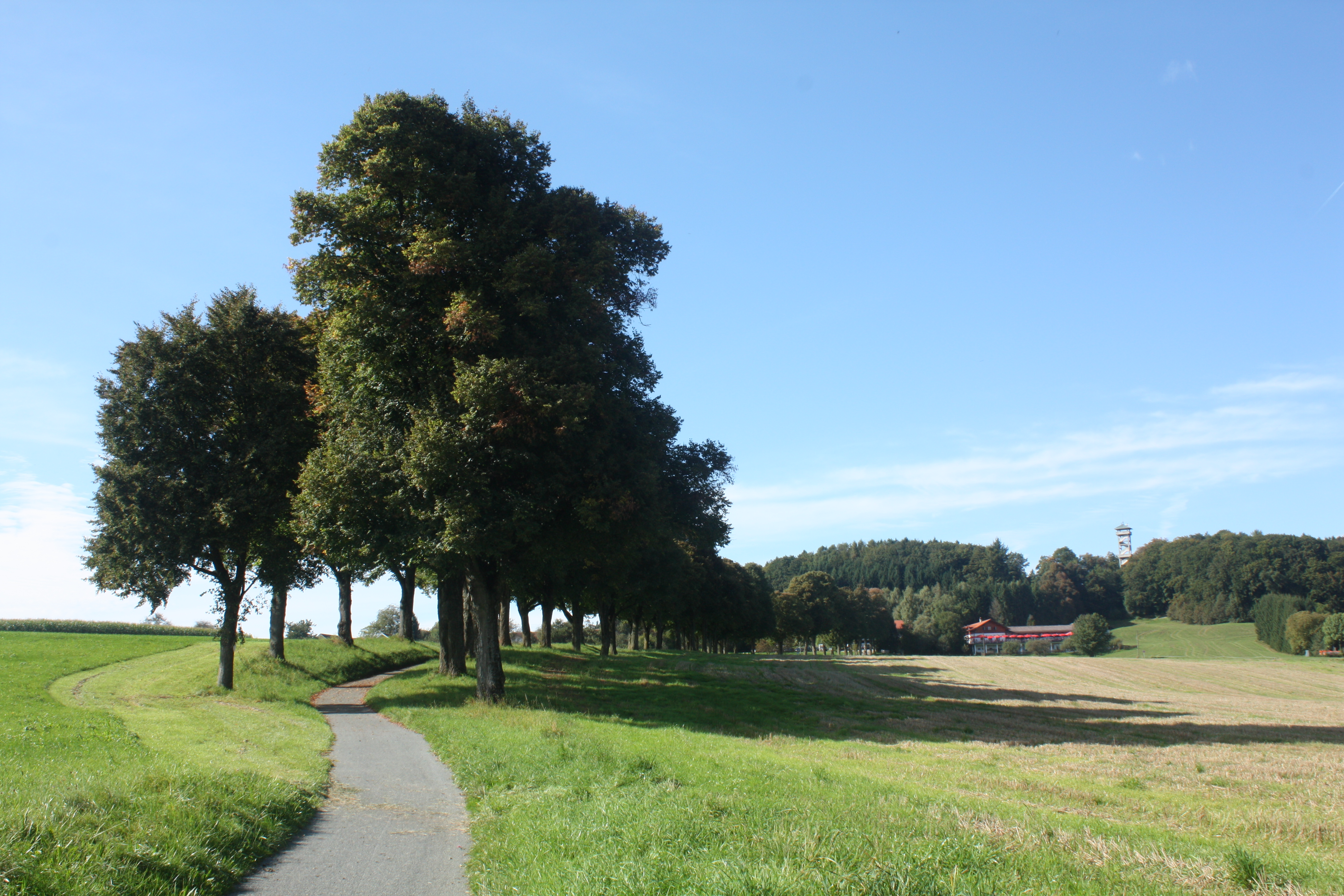
Blick vom Beginn der Heldenallee auf die Ludwigshöhe
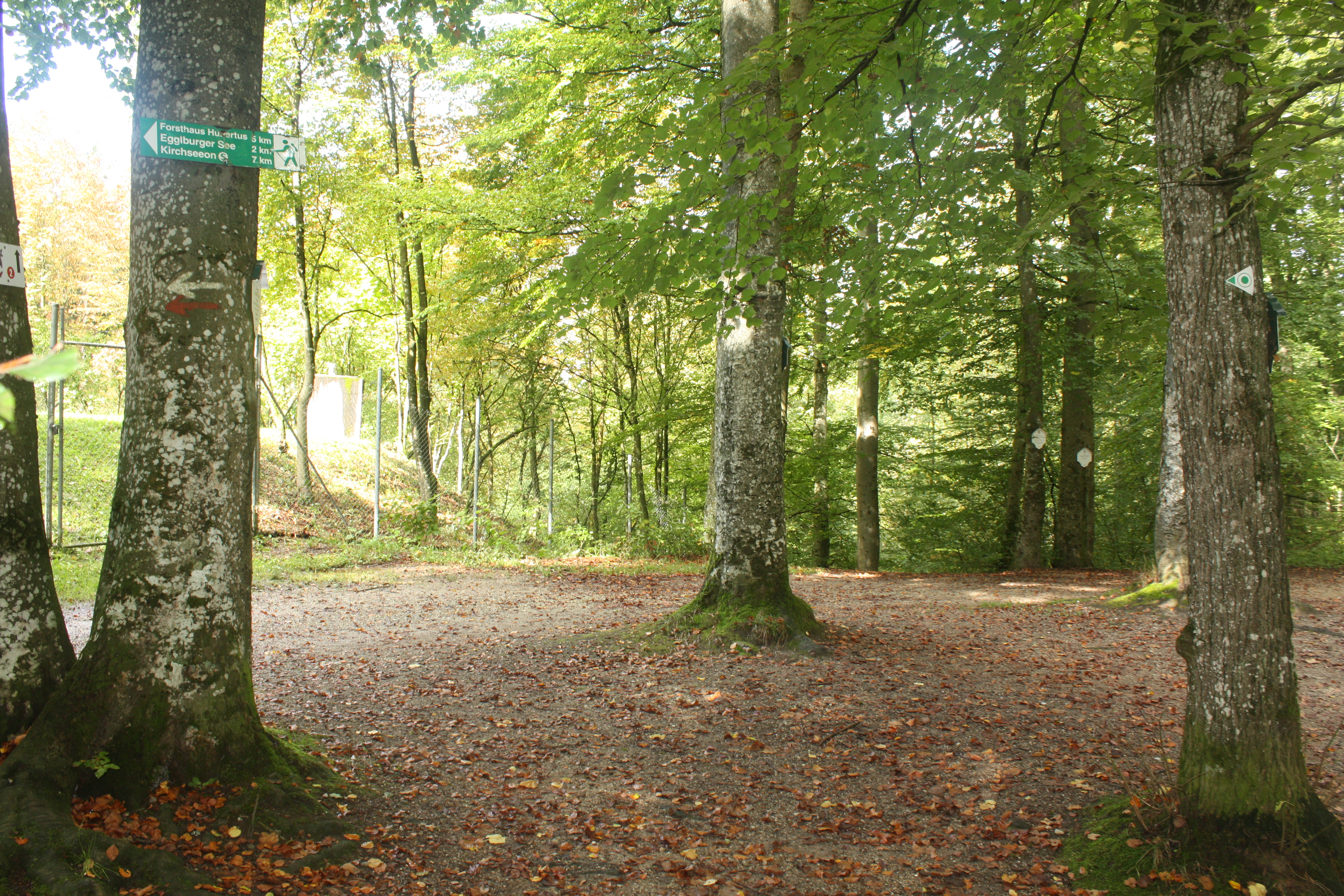
Auf der Ludwigshöhe
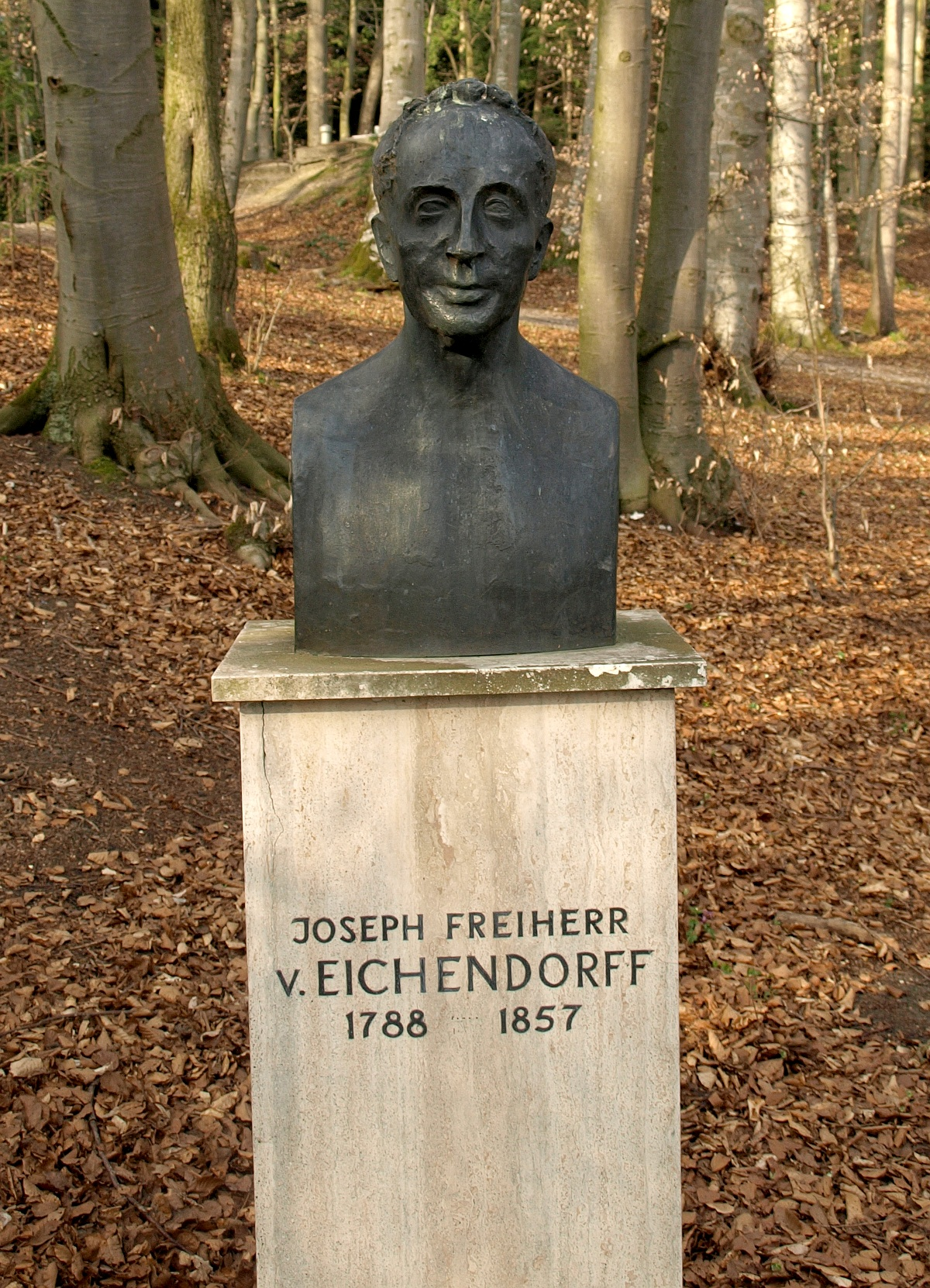
Gedenkbüste Freiherr von Eichendorff auf der Höhe